# Pinner (Metropolitano de Londres)
Pinner é uma estação do Metrô de Londres na linha Metropolitan na Zona 5. A estação foi inaugurada em 1885 como parte da expansão vitoriana dos subúrbios dormitórios e foi uma das estações incluídas no projeto Metro-land no início do século XX. O local é servido por várias rotas de ônibus, incluindo conexões para a estação ferroviária de Hatch End, que era conhecida como Pinner & Hatch End antes de 1920. Suas estações adjacentes são Northwood Hills e North Harrow.
Pinner é servida por todas as estações e serviços semi-rápidos, devendo se transferir em Moor Park para serviços rápidos da linha Metropolitan. Essa alteração só é necessária de segunda a sexta-feira nos horários de pico.

## História

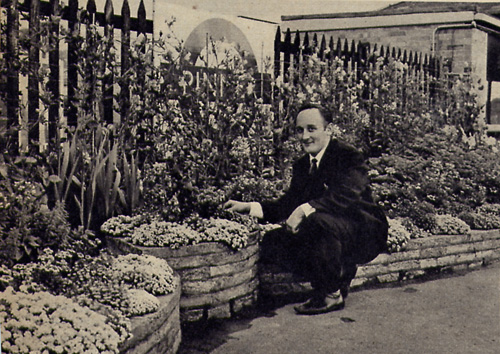
Os jardins da estação Pinner, vencedor do London Underground Station Garden em 1966

A estação foi inaugurada em 25 de maio de 1885, após uma expansão anterior para a estação Harrow-on-the-Hill próxima em 1880. Permaneceu como o terminal da Metropolitan Railway até 1 de setembro de 1887, quando a linha foi estendida para Rickmansworth. Os edifícios da plataforma inferior foram construídos durante o projeto de quatro pistas das décadas de 1950 e 60 em tijolos amarelos correspondentes.
Em 1915, o projeto Metro-land foi concebido para transferir as pessoas do centro de Londres para a zona rural de Middlesex. As casas perto das estações foram construídas às pressas e vendidas por apenas £ 400 cada. No entanto, em Pinner, as casas construídas durante esta expansão deveriam valer pelo menos £ 1.000 – em comparação com Harrow-on-the-Hill, onde os preços estavam sujeitos a um mínimo de £ 750.

## Localização
As rotas de ônibus de Londres 183, H11, H12 e H13 atendem a localização da estação e fornecem serviços que terminam em Golders Green, Harrow, Mount Vernon Hospital, Northwood Hills, Ruislip, South Harrow e Stanmore. A rota H12 também conecta a estação de metrô Pinner à estação ferroviária de Hatch End. A estação Northwood Hills fica a 2,08 quilômetros (1,29 mi) ao noroeste e North Harrow fica a 1,48 quilômetros (0,92 mi) ao sudeste na linha Metropolitan.
O acesso à plataforma sul é gratuito a partir da bilheteria. Para chegar à plataforma norte é necessária a utilização de uma passarela, construída em 2002. Originalmente programado para instalação em 2005, o atraso foi causado por falta de financiamento e foi originalmente remarcado para 2009/10, mas na sequência de reclamações da Associação de Utilizadores dos Transportes Públicos de Harrow, a construção foi antecipada para 2007, apenas para ser adiada pelo colapso dos Empreiteiros do metrô de Londres Metronet.

## Serviços
Na direção norte, fora dos horários de pico, a estação é servida por trens para Watford (4tph), Amersham (2tph) e Chesham (2tph) (nos horários de pico, os trens 'rápidos' não param nas estações entre Harrow-on-the-Hill e Moor Park). Na direção sul, os serviços fora dos horários de pico geralmente operam 4tph para Baker Street e 4tph para Aldgate.

## Galeria

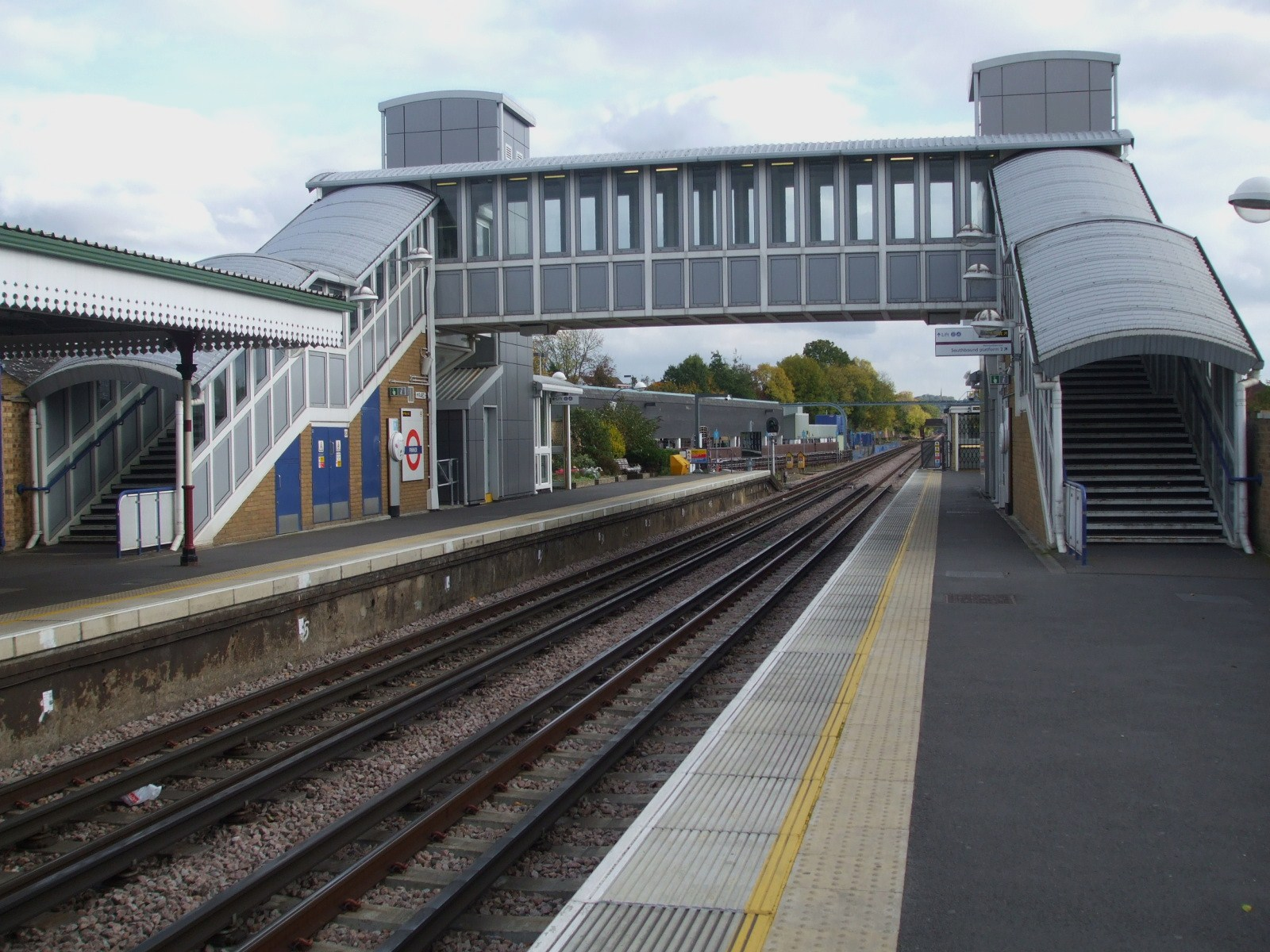
Plataforma norte voltada para o leste
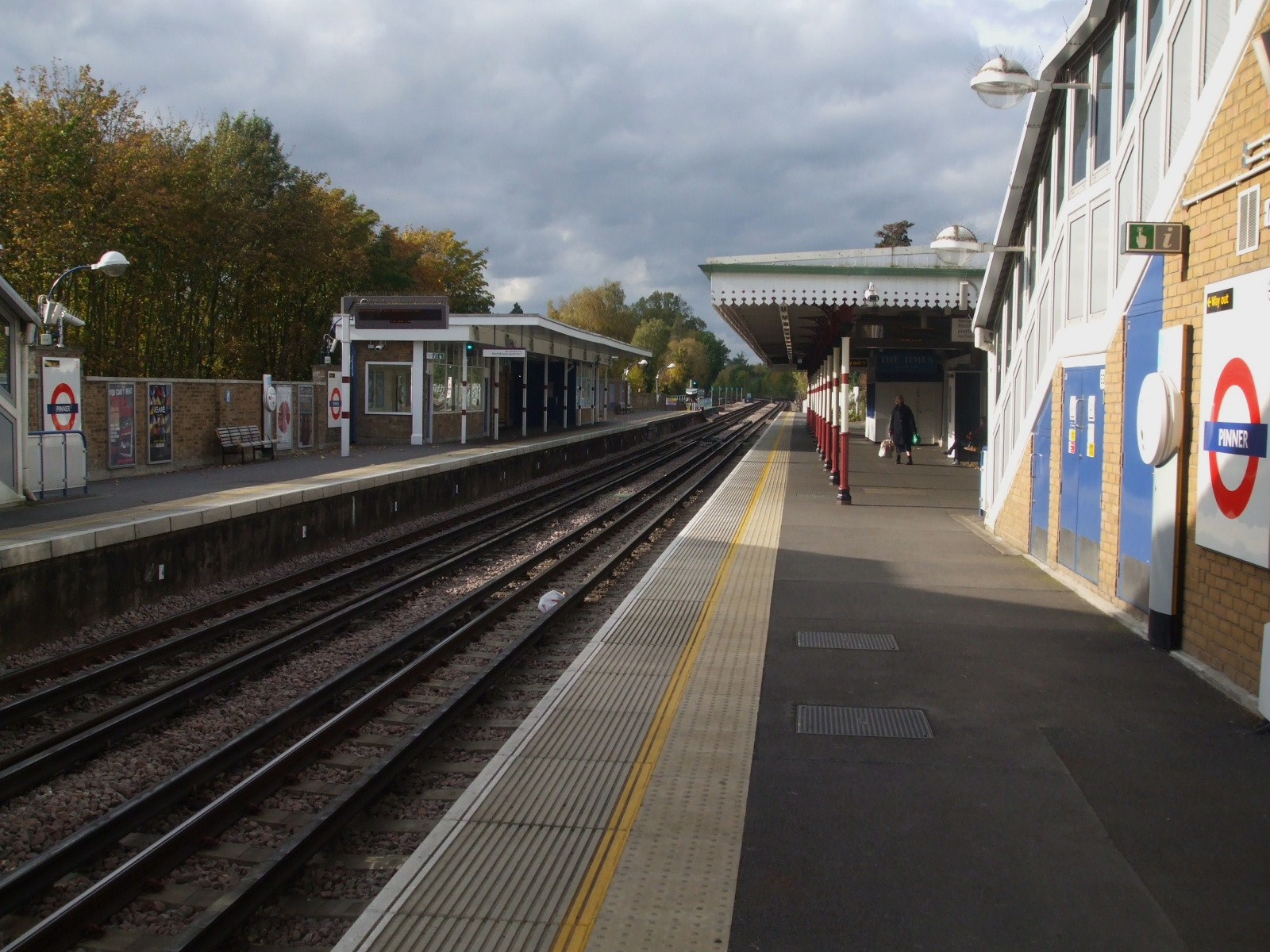
Plataforma sul voltada para o oeste
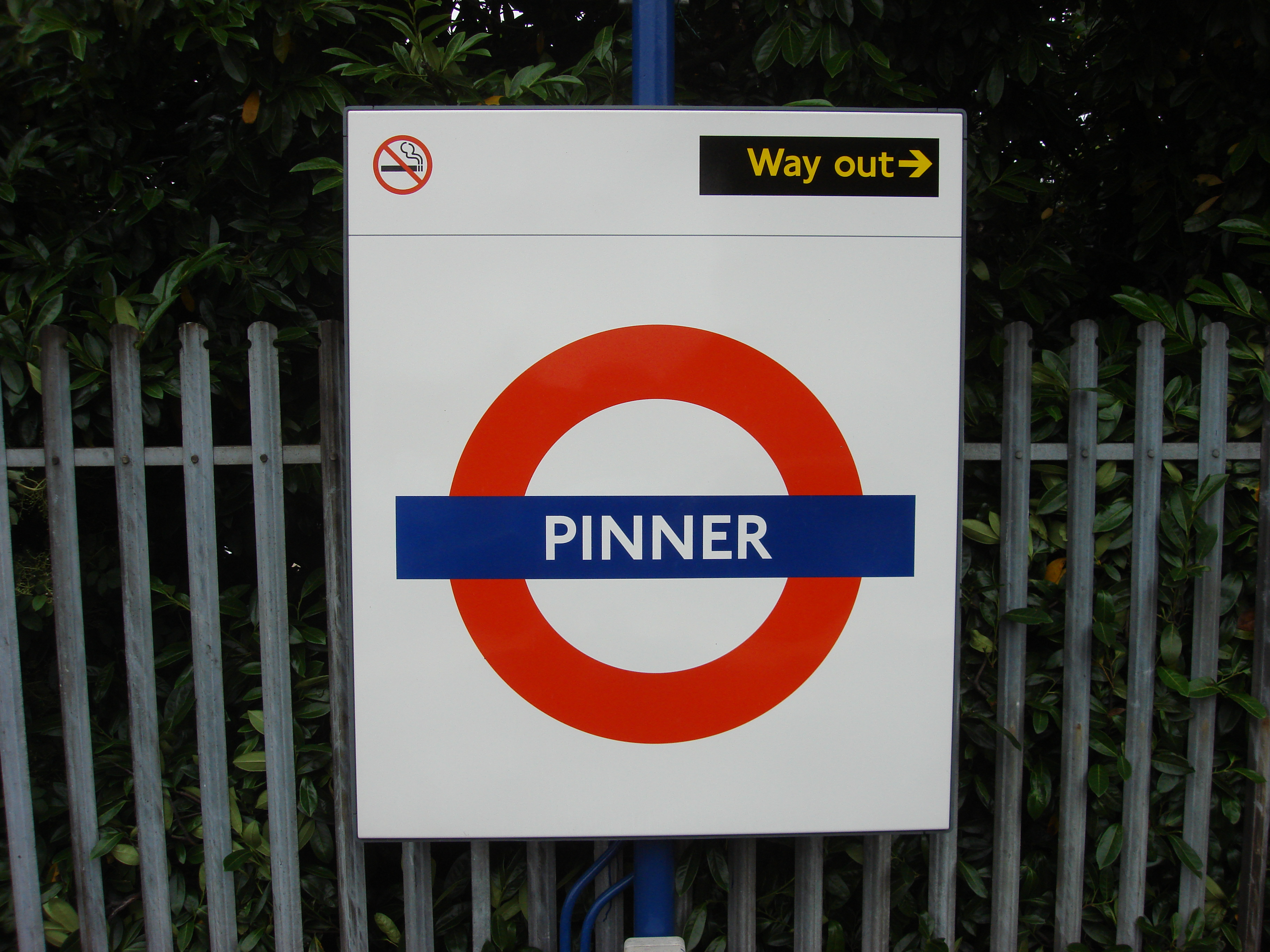
Roundel da plataforma da estação
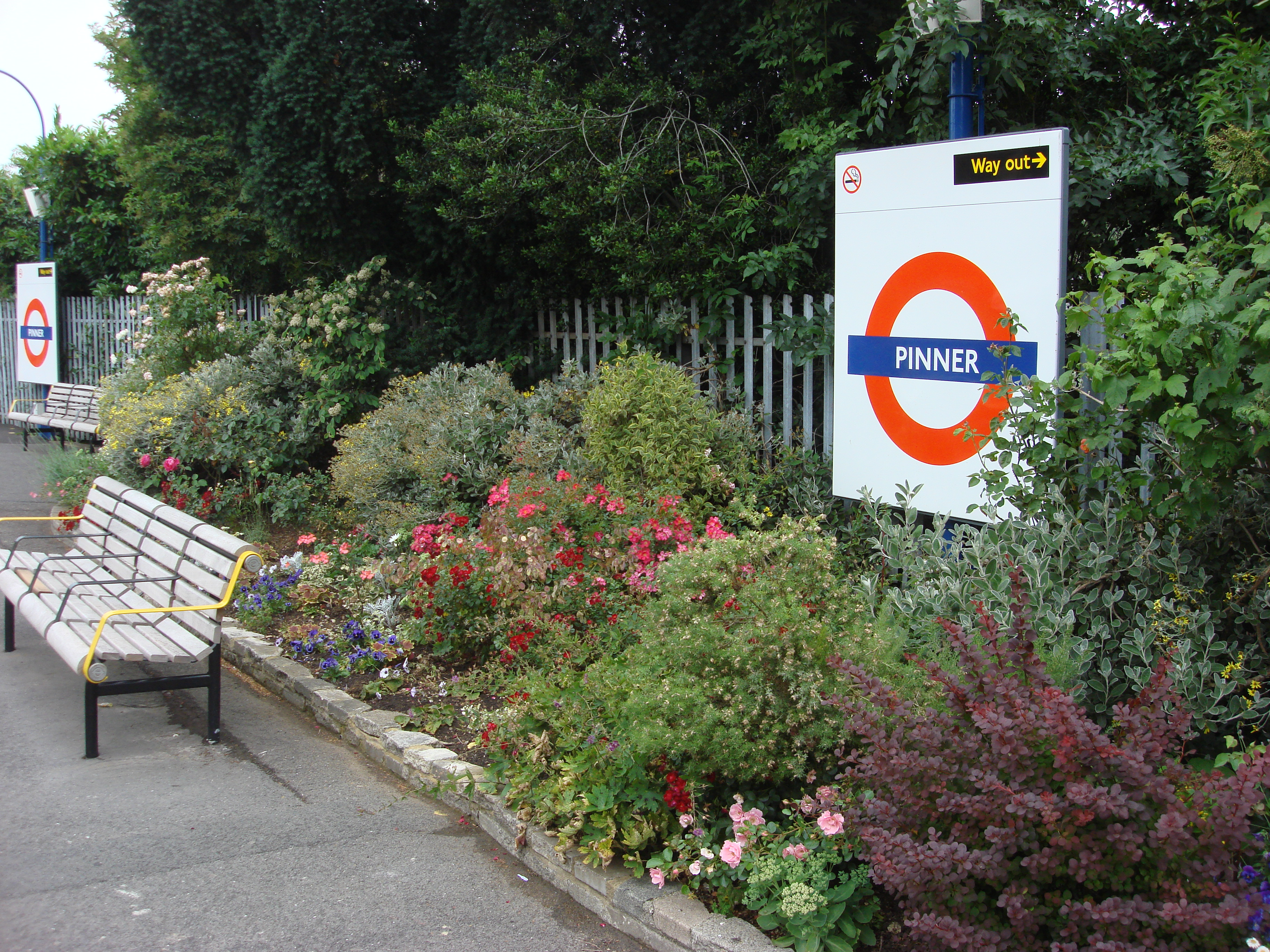
Os canteiros de flores hoje